# 小路易斯·格塞特
小路易斯·格塞特（英語：Louis Gossett, Jr.，1936年5月27日—2024年3月29日），美国演员。1982年凭借《军官与绅士》赢得奥斯卡金像奖最佳男配角奖。